# Осови-Ґронд
Осови-Ґронд (пол. Osowy Grąd) — село в Польщі, у гміні Августів Августівського повіту Підляського воєводства.
Населення — 197 осіб (2011).
У 1975-1998 роках село належало до Сувальського воєводства.

## Демографія
Демографічна структура станом на 31 березня 2011 року:
|          | Загалом | Допрацездатний вік | Працездатний вік | Постпрацездатний вік |
| -------- | ------- | ------------------ | ---------------- | -------------------- |
| Чоловіки | 110     | 36                 | 63               | 11                   |
| Жінки    | 87      | 20                 | 46               | 21                   |
| Разом    | 197     | 56                 | 109              | 32                   |